# Igreja Nova (Mafra)
Igreja Nova é uma povoação portuguesa do Município de Mafra que foi sede da extinta Freguesia de Igreja Nova, freguesia que tinha 25,55 km² de área e 3 037 habitantes (2011), e, por isso, uma densidade populacional de 118,9 hab/km².
A Freguesia de Igreja Nova foi extinta (agregada) pela reorganização administrativa de 2012/2013, tendo o seu território sido agregado ao da Freguesia de Cheleiros para criar a União das Freguesias de Igreja Nova e Cheleiros.
Igreja Nova foi fundada após 1255, ano em que ainda se encontrava agregada a Santa Maria de Sintra.

## População
| População da freguesia de Igreja Nova | População da freguesia de Igreja Nova | População da freguesia de Igreja Nova | População da freguesia de Igreja Nova | População da freguesia de Igreja Nova | População da freguesia de Igreja Nova | População da freguesia de Igreja Nova | População da freguesia de Igreja Nova | População da freguesia de Igreja Nova | População da freguesia de Igreja Nova | População da freguesia de Igreja Nova | População da freguesia de Igreja Nova | População da freguesia de Igreja Nova | População da freguesia de Igreja Nova | População da freguesia de Igreja Nova |
| ------------------------------------- | ------------------------------------- | ------------------------------------- | ------------------------------------- | ------------------------------------- | ------------------------------------- | ------------------------------------- | ------------------------------------- | ------------------------------------- | ------------------------------------- | ------------------------------------- | ------------------------------------- | ------------------------------------- | ------------------------------------- | ------------------------------------- |
| 1864                                  | 1878                                  | 1890                                  | 1900                                  | 1911                                  | 1920                                  | 1930                                  | 1940                                  | 1950                                  | 1960                                  | 1970                                  | 1981                                  | 1991                                  | 2001                                  | 2011                                  |
| 1 598                                 | 1 572                                 | 1 661                                 | 1 693                                 | 1 756                                 | 1 839                                 | 1 881                                 | 1 998                                 | 2 239                                 | 2 168                                 | 2 258                                 | 2 567                                 | 2 016                                 | 2 280                                 | 3 037                                 |

Com lugares desta freguesia foi criada, pela Lei n.º 100/85,  de 4 de Outubro, a freguesia de São Miguel de Alcainça

## Património
É nesta antiga freguesia que se têm encontrado o maior número de vestígios e achados arqueológicos do concelho de Mafra.
Da cerca de meia centena de sítio arqueológicos já referenciados no aro de Igreja Nova, o povoado do Lexim (neolítico, calcolítico e romano) é até ao momento o mais bem estudado.
Na Capela do Espírito Santo guarda-se pintura sobre tábua, do século XVI, representando o Pentecostes, recentemente restaurada.
São de sublinhar alguns trechos de paisagem ainda preservada, nomeadamente nos arredores do Casal do Rei, propriedade que exemplifica o tipo de exploração agrícola típica da região.
- Penedo do Lexim
- Ponte da época romana no vale de Mata-Grande
- Fonte da Bica: segundo a tradição popular, ajuda no combate à "pedra" nos rins
- Igreja Matriz de Nossa Senhora da Conceição
- Capela do Espírito Santo
- Aldeia de Turismo Rural da Mata-Pequena

## Tradições religiosas
As Festas de Nossa Senhora da Conceição, a 8 de Dezembro, e a de Santo António são as mais importantes realizadas na sede da freguesia.
Em honra de N.ª Senhora da Conceição foi erguida uma Igreja que, antes do incêndio de 1984, possuía três naves, tendo restado do flagelo apenas as paredes mestras. Apesar do recente restauro mantém, ainda, na entrada principal, o antigo portal Manuelino.
De 17 em dezessete anos recebe a peregrina imagem de Nossa Senhora da Nazaré ficando em sua posse durante um ano. Recebeu a imagem no passado dia 12 de Setembro de 2009, no círio denominado "Círio da Prata Grande".
Recebe também a imagem de Nossa Senhora do Cabo Espichel de 26 em 26 anos, tendo recebido pela última vez em 2007.